# Храм Юпітера (Спліт)

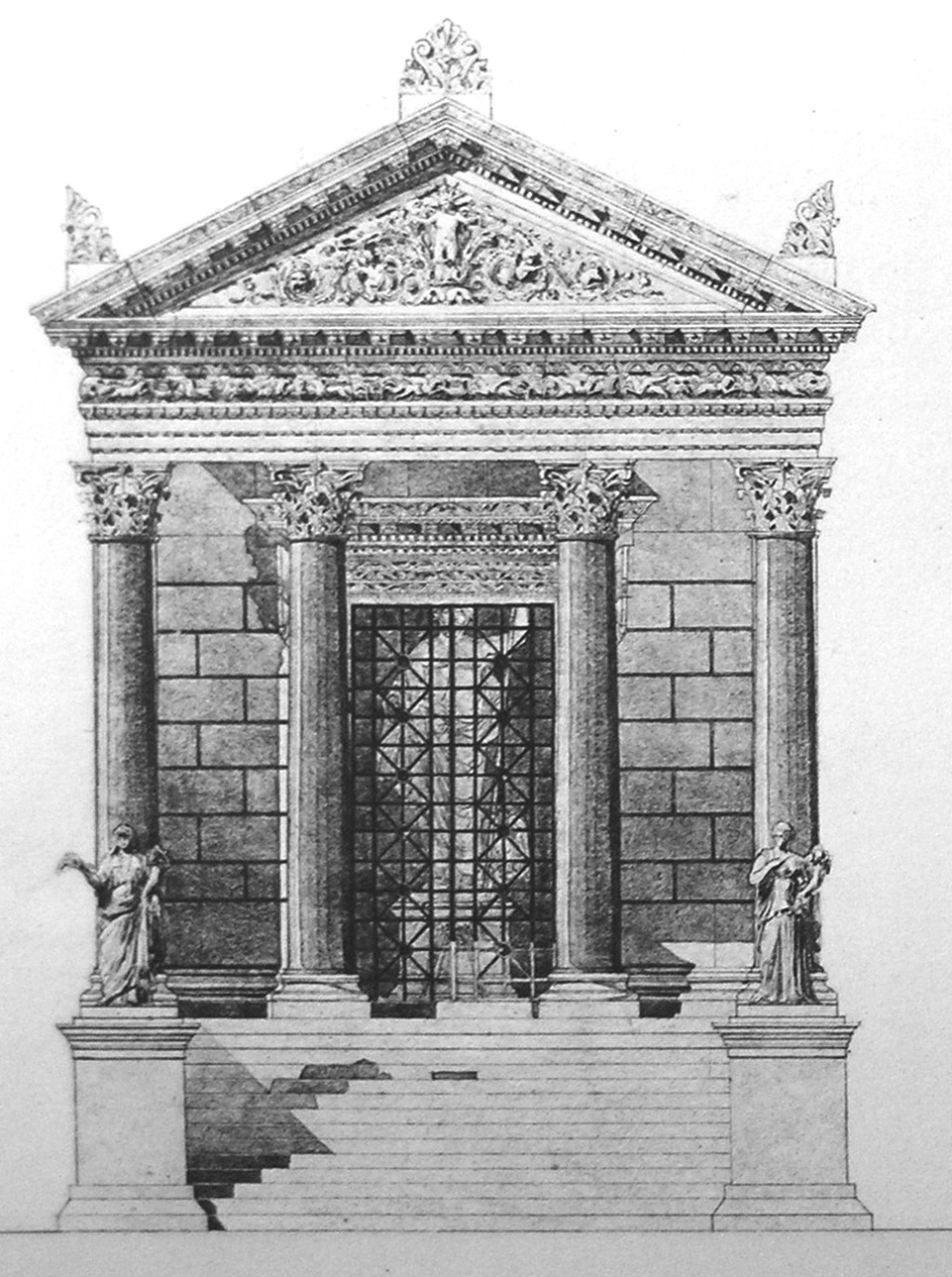
Передбачуваний вид храму в античний період. Малюнок 1912 року.

43°30′29″ пн. ш. 16°26′21″ сх. д. / 43.507974° пн. ш. 16.439237° сх. д.
Юпітерів храм (хорв. Jupiterov hram) — збережений римський храм, частина палацу в Спліті, об'єкт Всесвітньої спадщини.
Храм був збудований у 295—305 рр н. е. імператором Діоклетіаном та присвячений Юпітеру. Вхід до храму прикрашали два сфінкса, зроблені за спеціальним замовленням. Будівля була розташована в західній частині комплексу поруч з перистилем. У 305 році Діоклетіан залишив посаду імператора і будівництво храму було припинено.
Пізніше, з приходом християнства у Далмацію, храм був переобладнаний на баптистерій, а крипта отримала ім'я Святого Фоми. В XI столітті була споруджена дзвіниця, розібрана в 1840-х рр. Всередині храму розташовані гробниці, де були поховані місцеві архієпископи Іоанн і Лавр (Ловро); також збереглася статуя Святого Іоанна.